# Cavalchina
La Cavalchina è uno degli eventi mondani più esclusivi del Carnevale di Venezia. Si tratta di un gran ballo in maschera, che si svolge al teatro La Fenice, la cui tradizione risale agli inizi dell'Ottocento. Per l'occasione la platea dello storico teatro viene liberata dalle poltroncine per ospitare la pista da ballo. La serata normalmente si compone di musiche classiche e tradizionali rigorosamente suonate dal vivo e spettacoli allestiti sul palcoscenico.